# Silvia Arderius
Silvia Arderius Martín (Madrid, 11 de julio de 1990) es una jugadora de balonmano española. Juega actualmente en la posición de central en el Club Balonmano Femenino Málaga Costa del Sol de la Liga Guerreras Iberdrola y fue internacional absoluta con la Selección femenina de balonmano de España, con la que se proclamó subcampeona del Mundo en 2019.

## Trayectoria
La madrileña empezó a jugar con 12 años en el Colegio Menesianos de Madrid y se crio en las prolíficas escuelas del Balonmano Alcobendas (donde se proclamó campeona de España cadete, además de otras 3 medallas de bronce) desde el 2004, donde debutó en la máxima división en 2008. Permaneció hasta el 2015 para fichar por el Balonmano Aula Cultural donde sustituyó a la central Alicia Fernández. Abandonó el conjunto madrileño con un total de 425 goles en los 101 partidos con la camiseta roja.
Con el Aula llegó a ser la máxima goleadora del campeonato españolcon 198 dianas en la temporada 2016-17 y, en algunos partidos, llegó a anotar 14 goles, como en la victoria ante su ex equipo Alcobendas en 2016. En los últimos años solo ha sido superada por la que fuera su compañera de equipo O'Mullony con mayor número de dianas en la competición en una temporada. Bajo el alero de Miguel Ángel Peñas y la compañía de Teresa Álvarez Silvia evolucionó en su juego y su desempeño le abrió las puertas del Super Amara Bera Bera, donde llega en mayo del 2017.
Con el club de San Sebastián participó en la fase previa de la EHF Champions League del 2018-19 y varias veces en la EHF European Cup. Ganó con el conjunto vasco las tres competiciones (2 ligas, 1 Copa de la Reina y una Supercopa de España).
Quiso volver al Alcobendas tras rechazar renovar con el equipo guipuzcoano para intentar cumplir su sueño de conseguir un título con el equipo madrileño pero la descomposición del conjunto alcobendense le hizo recalar en el equipo malagueño del Costa del Sol, donde ha guiado al conjunto dirigido por Suso Gallardo a sus cinco títulos nacionales e internacionales (1 liga, 2 Copa de la Reina, 1 Supercopa de España y 1 Copa de la EHF) y la tan ansiada fase de grupos de la EHF.

### Clubes
- 2008-15: Club Balonmano Alcobendas
- 2015-17: Balonmano Aula Cutltural
- 2017-20: Superamara Bera Bera
- 2020-Act: Málaga Costa del Sol

## Selección
Fue convocada por primera vez por el técnico Jorge Dueñas para la selección absoluta y ha participado en 3 Campeonatos del Mundo (los de Alemania 2017, Japón 2019 y España 2021), 3 Campeonatos de Europa (Francia 2018, Dinamarca 2020, Eslovenia, Montenegro y Macedonia del Norte 2022), además del Campeonato del Mundo Junior del 2010.
A pesar de ser una de las mejores centrales españolas de su generación no participó ni en los Juegos Olímpicos de Rio ni los de Tokio 2020y era una espinita que tenía con las Guerreras, ya que su sueño era poder participar en los Juegos del 2024. Formó parte de la lista de Ambros Martín en una competición dónde la Selección se quedó en la fase de grupos.
Sin duda, su mayor éxito con la selección es la medalla de plata conseguida en el Mundial de Japón 2019, con una generación mágica. A pesar de la presea, Silvia ha comentado que disfrutó más el mundial del 2021 y de París 2024. También cuenta con una medalla de oro universitaria con la española, donde coincidió con Merche Castellanos, Esther Arrojería, Amaia González de Garibay y Paula García.
Tras los Juegos Olímpicos de París 2024 anunció su retirada de la selección nacional con el que ha competido hasta en 103 ocasiones.

## Palmarés

### Títulos con la selección
- 1 x  Medalla de plata en el Campeonato del Mundo de Japón 2019
- 1 x  Medalla de oro en el Campeonato del Mundo Universitario España 2016

### Títulos nacionales
- 3 x Liga Guerreras Iberdrola (2017-18, 2019-20, 2022-23)[25]
- 3 x Copa de la Reina (2018-19, 2019-20, 2021-22)
- 2 x Supercopa de España (2018-19, 2020-21)

### Títulos Europeos
- 1 x EHF European Cup (2020-21)

### Distinciones individuales
- 3 x MVP Liga Guerreras Iberdrola[26](2017, 2018, 2023)[27]
- 4 x Mejor central[28][29][30] de la Liga Guerreras Iberdrola
- 4 x Mejor Jugadora de la Liga Guerreras Iberdrola (Trofeo Vicen Muñoz)[31][32] (2013-14, 2016-17, 2021-22, 2022-23)
- 1 x Máxima goleadora de la Liga Loterías (2016-17)[4]
- 1 x Mejor central de la Copa de la Reina (2014)
- 1 x Mejor jugadora de la Final (2023)
- 3 x Guerrera de la Jornada: J19 de la 2017-18,[33]J1 de la 2022-23,[34]J9 de la 2023-24
- Socia de honor de la FUNDAL (Fundación Deporte Alcobendas)[35]
- Premio a mejor jugadora madrileña (Federación Madrileña de Balonmano, 2024)[36]

## Vida personal
Estudió el grado de educación infantil en Magisterio además de finalizar los estudios de administración de fincas,llegando a compaginar su posición como jugadora con la del magisterio durante dos años en su época del Aula. Es del Atleti y tiene heterocromía (un ojo azul y otro marrón) y es miembro de la junta directiva de la Asociación de Mujeres de Balonmano desde el año 2022.Es la directora de las escuelas del Costa del Sol Málaga y dirige el Campus Panteras.
Su hermana, Celia Ardeíius, es futbolista y juega para el Olímpico de Madrid.
Casada con la también jugadora Isa Medeiros, en 2024, anunció el embarazo de su primer hijo.